# Velká pardubická 2011
Velká pardubická 2011 byla 121. ročníkem tohoto dostihového závodu, který se koná na závodišti v Pardubicích. Závodu, který se běžel na 6900 m, se zúčastnilo celkem 14 koní, z nichž největším favoritem byl loňský obhájce vítězství Tiumen, v jehož sedle byl stejně jako loni Josef Váňa. Závod byl dotován částkou 4,5 milionu korun.

## Seznam účastníků
Závodu se sice mělo původně zúčastnit 15 koní, avšak Teviot se vlivem technických problémů na start nepostavil. V dostihu se tedy utkalo 14 koní:
| Startovní číslo | Jméno koně      | Stáj                     | Trenér            | Jezdec            |
| --------------- | --------------- | ------------------------ | ----------------- | ----------------- |
| 1               | Mandarino       | EŽ Praha                 | Stanislav Popelka | Pavel Kašný       |
| 2               | Flambion        | fotokoni.com             | František Holčák  | Josef Sovka       |
| 3               | Aspirant        | Dr. Charvát              | Jiří Janda        | Julien Lemée      |
| 4               | Valldemoso      | DS Sendy Ostrava - Uhl   | Jiří Uhl          | Dušan Andrés      |
| 5               | Bremen Plan     | Nýznerov                 | Radek Holčák      | Jan Korpas        |
| 6               | Trezor          | Epicos                   | Hana Kabelková    | Bohuslav Mátl     |
| 7               | Zulejka         | Luka-Schusterovi         | František Zobal   | Libor Šimůnek     |
| 8               | Lirain          | Luka-www.trdelnik.com    | Josef Váňa        | Josef Váňa mladší |
| 9               | Amant Gris      | Hřebčín Albertovec       | Radek Holčák      | Marek Stromský    |
| 10              | Klaus           | Wrbna Racing             | Čestmír Olehla    | Jaroslav Myška    |
| 11              | Karlsbad        | K-K Metal a.s.           | František Holčák  | Marcel Novák      |
| 12              | Wavelight Laser | BORS Břeclav             | Petr Juránek      | Jiří Kousek       |
| —               | Teviot          | Englic                   | Jiří Janda        | Radek Havelka     |
| 14              | Sixteen         | Jaroslav Bouček Buc-Film | Josef Váňa        | Josef Bartoš      |
| 15              | Tiumen          | Köi Dent                 | Josef Váňa        | Josef Váňa        |

## Konečné pořadí
Do cíle závodu doběhlo 9 koní. Ze zbylých čtyři skončili v průběhu závodu poté, co shodili své jezdce (Zulejka na živém plotu s příkopem, Karlsbad na Taxisově příkopu, Klaus na Velkém vodním příkopu a Trezor na Havlově skoku), a jeden byl svým jezdcem zadržen (Lirain v cílové rovince).
| Pořadí           | Tým             |
| ---------------- | --------------- |
| Zlatá medaile    | Tiumen          |
| Stříbrná medaile | Sixteen         |
| Bronzová medaile | Valldemoso      |
| 4.               | Flambion        |
| 5.               | Mandarino       |
| 6.               | Bremen Plan     |
| 7.               | Aspirant        |
| 8.               | Amant Gris      |
| 9.               | Wavelight Laser |